# 薄葉風藤
薄葉風藤（学名：Piper sintenense）为胡椒科胡椒屬下的一个种。

## 扩展阅读
- 維基物種上的相關：薄葉風藤